# Cyclophora scorteata
Cyclophora scorteata är en fjärilsart som beskrevs av Wagner 1926. Cyclophora scorteata ingår i släktet Cyclophora och familjen mätare. Inga underarter finns listade i Catalogue of Life.